# Vakcína proti klíšťové encefalitidě
Vakcína proti klíšťové encefalitidě je vakcína používaná k prevenci klíšťové encefalitidy. Toto onemocnění je nejčastější ve střední a východní Evropě a severní Asii. U více než 87 % lidí, kteří dostanou vakcínu, se vyvine imunita. Není potřeba vyhledávat kousnutí infikovaným klíštětem. Vakcína se podává injekcí do svalu.
Světová zdravotnická organizace doporučuje imunizaci všech lidí v oblastech, kde je onemocnění běžné. Jinak se vakcína doporučuje jen těm, kdo jsou vysoce ohroženi. Doporučují se tři dávky následované dalšími dávkami v rozmezí tří až pěti let. Vakcíny mohou být použity u lidí starších jednoho nebo tří let v závislosti na složení. Studie ukazují, že by vakcína mohla být bezpečná pro těhotné ženy.
Závažné nežádoucí účinky jsou velmi vzácné. Ty menší mohou zahrnovat horečku, dále zarudnutí a bolest v místě vpichu. U starších přípravků se nežádoucí účinky vyskytovaly v hojnější míře.
První vakcína proti byla vyvinuta v roce 1937. Je na seznamu základních léků Světové zdravotnické organizace. Vakcína byla schválena pro lékařské použití ve Spojených státech v srpnu 2021.

## Lékařské použití
Ve Spojených státech je vakcína proti klíšťové encefalitidě určena k aktivní imunizaci klíšťové encefalitidy pro ochranu jedinců ve věku od jednoho roku.
Účinnost této vakcíny je dobře zdokumentována.
Podání vakcíny v období těhotenství se zdá být bezpečné, ale pro nedostatek dat je doporučováno v průběhu těhotenství a kojení pouze v naléhavých případech, kdy je potřeba dosáhnout okamžité ochrany před infekcí klíšťové encefalitidy, a po pečlivém zvážení rizik a přínosů.
V závislosti na složení se doporučují dvě až tři dávky vakcíny. První a druhou dávku je třeba aplikovat s odstupem jednoho až tří měsíců. Třetí dávka následuje s odstupem pěti až dvanácti měsíců. Vakcinaci se doporučuje opakovat každé tři až pět let.

## Ekonomika
Jedna dávka stojí ve Spojeném království mezi 50 až 70 librami.

## Názvy značek
Značky vakcín zahrnují Encepur N, FSME-Immun CC a Ticovac.